# Mallorca Challenge 2006
Die 13. Mallorca Challenge fand vom 5. bis zum 9. Februar 2006 statt. Die Radrenn-Serie wurde in fünf Eintagesrennen über eine Distanz von insgesamt 708,9 km ausgetragen.

## Rennen
| Rennen          | Tag        | Start – Ziel                   | km    | Etappensieger  | Führender      |
| --------------- | ---------- | ------------------------------ | ----- | -------------- | -------------- |
| Trofeo Mallorca | 5. Februar | Palma – Palma                  | 100   | Isaac Gálvez   | Isaac Gálvez   |
| Trofeo Alcudia  | 6. Februar | Cala Millor – Cala Bona        | 159,4 | Isaac Gálvez   | Isaac Gálvez   |
| Trofeo Pollenca | 7. Februar | Pollença – Mirador des Colomer | 149,6 | David Bernabéu | David Bernabéu |
| Trofeo Sóller   | 8. Februar | Sóller – Sóller                | 150,6 | Paolo Bettini  | David Bernabéu |
| Trofeo Calvia   | 9. Februar | Magaluf – Palmanova            | 149,3 | David Kopp     | David Bernabéu |